# مایک بری
مایک بری (انگلیسی: Mike Berry; ۲۴ سپتامبر ۱۹۴۲ – ۱۱ آوریل ۲۰۲۵) بازیگر، بازیگر سینما، خواننده، و بازیگر تلویزیون اهل بریتانیا بود. وی بین سال‌های ۱۹۶۰ تا ۲۰۲۵ میلادی فعالیت می‌کرد.